# Bukowina (Góry Kamienne)
Bukowina (559 m n.p.m.) – szczyt w zachodniej części masywu Czarnego Lasu, w Górach Kamiennych, w Sudetach Środkowych.
Administracyjnie położony w Kamiennej Górze (najwyższe wzniesienie w granicach miasta). Na południowym zalesionym stoku góry ulokowane są obiekty szpitalne Dolnośląskiego Centrum Rehabilitacji (ul. Janusza Korczaka 1). Na północnym stoku umiejscowiony jest nowy cmentarz komunalny (przy ul. Wałbrzyskiej – przy drodze wojewódzkiej nr 367), natomiast na zachodnim stoku góry rozpościera się Osiedle Krzeszowskie.
Góra porośnięta jest bukami, modrzewiami, świerkami i lipami.